# Jaren
Jaren är centralort i Grans kommun i Innlandet fylke i sydöstra Norge. Orten ingår i den sammanväxta tätorten Brandbu/Jaren och ligger där riksväg 4 möter fylkesväg 34.

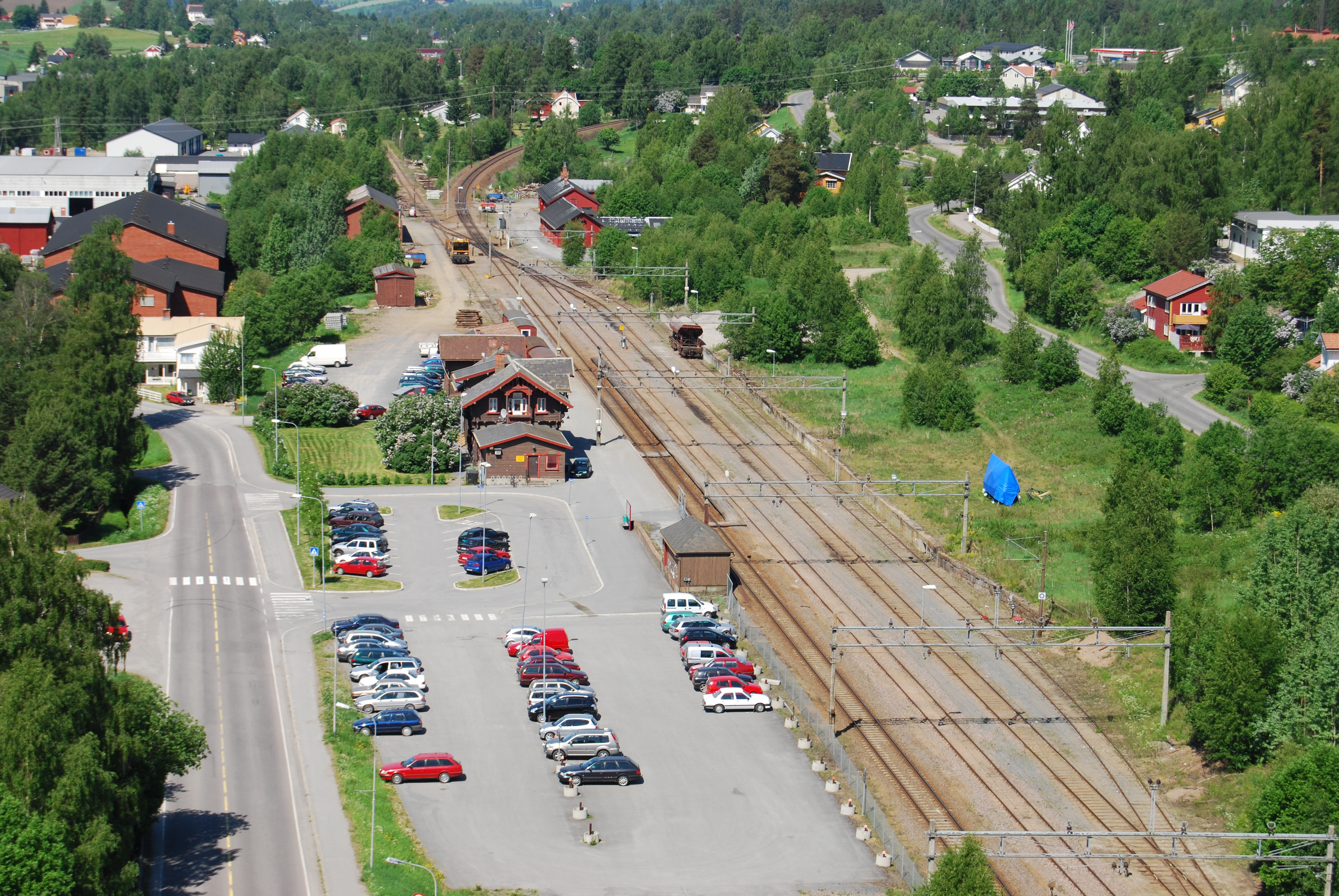
Jarens station vid Gjøvikbanan.